# Football League Trophy 2014-2015
Il Football League Trophy 2014-2015 è stata la 34ª edizione della manifestazione calcistica. È iniziata il 1º settembre 2014 e si è conclusa il 22 marzo 2015.
La finale ha visto il Bristol City prevalere sul Walsall per 2-0: si è trattato del terzo successo nella competizione per i Robins, record assoluto del torneo.

## Squadre Partecipanti

### Primo Turno
-  Accrington Stanley
-  Barnsley
-  Bradford City
-  Cambridge Utd
-  Carlisle Utd
-  Cheltenham Town
-  Chesterfield
-  Coventry City
-  Crawley Town
-  Crewe Alexandra
-  Fleetwood Town
-  Gillingham
-  Leyton Orient
-  Mansfield Town
-  Morecambe
-  Newport County

-  Notts County
-  Oldham Athletic
-  Oxford Utd
-  Peterborough Utd
-  Portsmouth
-  Preston N.E.
-  Rochdale
-  Scunthorpe Utd
-  Shrewsbury Town
-  Southend Utd
-  Stevenage
-  Swindon Town
-  AFC Wimbledon
-  Wycombe
-  Yeovil Town
-  York City

### Secondo Turno
- 16 club vincitori del primo turno

-  Bristol City
-  Burton Albion
-  Bury
-  Colchester Utd
-  Dag & Red
-  Doncaster
-  Exeter City
-  Hartlepool Utd

-  Luton Town

 MK Dons
-  Northampton Town
-  Plymouth
-  Port Vale
-  Sheffield Utd
-  Tranmere
-  Walsall

## Calendario

### Primo Turno
Il sorteggio per decretare gli abbinamenti del primo turno ha avuto luogo il 16 agosto 2014. 16 club hanno ottenuto il passaggio automatico al secondo turno, mentre le restanti 32 squadre vennero suddivise in due aree geografiche (Sezione Nord, Sezione Sud) per la disputa del primo turno.

#### Sezione Nord
| Squadra 1          | Risultato | Squadra 2       |
| ------------------ | --------- | --------------- |
| Preston N.E.       | 1 - 0     | Shrewsbury Town |
| Accrington Stanley | 1 - 3     | Carlisle Utd    |
| Crewe Alexandra    | 0 - 3     | Rochdale        |
| Fleetwood Town     | 1 - 3     | Morecambe       |
| Oldham Athletic    | 1 - 0     | Bradford City   |
| Barnsley           | 2 - 0     | York City       |
| Scunthorpe Utd     | 2 - 0     | Chesterfield    |
| Notts County       | 1 - 0     | Mansfield Town  |

#### Sezione Sud
| Squadra 1        | Risultato | Squadra 2     |
| ---------------- | --------- | ------------- |
| Wycombe          | 0 - 1     | Coventry City |
| Newport County   | 1 - 2     | Swindon Town  |
| Yeovil Town      | 1 - 3     | Portsmouth    |
| Cheltenham Town  | 2 - 0     | Oxford Utd    |
| Crawley Town     | 2 - 0     | Cambridge Utd |
| Peterborough Utd | 2 - 3     | Leyton Orient |
| AFC Wimbledon    | 2 - 2     | Southend Utd  |
| Stevenage        | 0 - 1     | Gillingham    |

### Secondo Turno
Il sorteggio per il secondo turno ha avuto luogo il 6 Settembre 2014. I 16 vincitori del Primo Turno raggiungono i 16 club passati per sorteggio e vengono suddivisi anch'essi in due specifiche aree geografiche. Gli incontri si sono disputati tra il 7 e l'8 Ottobre.

#### Sezione Nord
| Squadra 1       | Risultato | Squadra 2     |
| --------------- | --------- | ------------- |
| Oldham Athletic | 2 - 2     | Barnsley      |
| Scunthorpe Utd  | 1 - 2     | Notts County  |
| Hartlepool Utd  | 1 - 2     | Sheffield Utd |
| Burton Albion   | 0 - 3     | Doncaster     |
| Preston N.E.    | 3 - 2     | Port Vale     |
| Bury            | 3 - 1     | Morecambe     |
| Tranmere        | 1 - 1     | Carlisle Utd  |
| Rochdale        | 0 - 1     | Walsall       |

#### Sezione Sud
| Squadra 1       | Risultato | Squadra 2        |
| --------------- | --------- | ---------------- |
| Luton Town      | 0 - 1     | Crawley Town     |
| Dag & Red       | 0 - 2     | Leyton Orient    |
| Colchester Utd  | 3 - 3     | Gillingham       |
| MK Dons         | 2 - 3     | AFC Wimbledon    |
| Plymouth        | 3 - 2     | Swindon Town     |
| Cheltenham Town | 1 - 3     | Bristol City     |
| Portsmouth      | 1 - 2     | Northampton Town |
| Coventry City   | 3 - 1     | Exeter City      |

### Quarti di Finale
Il sorteggio dei Quarti di Finale ha avuto luogo l'11 Ottobre 2014. Le 16 squadre rimaste rimangono ancora vincolate dai limiti geografici delle due sezioni di appartenenza.

#### Sezione Nord
| Squadra 1       | Risultato | Squadra 2     |
| --------------- | --------- | ------------- |
| Bury            | 1 - 2     | Tranmere      |
| Walsall         | 1 - 0     | Sheffield Utd |
| Oldham Athletic | 2 - 2     | Preston N.E.  |
| Doncaster       | 0 - 1     | Notts County  |

#### Sezione Sud
| Squadra 1     | Risultato | Squadra 2        |
| ------------- | --------- | ---------------- |
| Crawley Town  | 1 - 2     | Gillingham       |
| Leyton Orient | 2 - 0     | Northampton Town |
| Bristol City  | 2 - 1     | AFC Wimbledon    |
| Coventry City | 2 - 0     | Plymouth         |

### Semifinali
Il 15 Novembre 2014 è stato effettuato il sorteggio per le semifinali delle sezioni Nord e Sud.

#### Sezione Nord
| Squadra 1    | Risultato | Squadra 2    |
| ------------ | --------- | ------------ |
| Tranmere     | 2 - 2     | Walsall      |
| Notts County | 0 - 1     | Preston N.E. |

#### Sezione Sud
| Squadra 1    | Risultato | Squadra 2     |
| ------------ | --------- | ------------- |
| Gillingham   | 1 - 0     | Leyton Orient |
| Bristol City | 2 - 0     | Coventry City |

### Finali
Le due finali di Sezione vennero decise nel sorteggio dell'11 Dicembre 2014. L'andata venne disputata il 6-7 Gennaio 2015, il ritorno il 27-29 dello stesso mese.

#### Sezione Nord
| Squadra 1    | Totale | Squadra 2 | Andata | Ritorno |
| ------------ | ------ | --------- | ------ | ------- |
| Preston N.E. | 0 - 2  | Walsall   | 0 - 2  | 0 - 0   |

#### Sezione Sud
| Squadra 1  | Totale | Squadra 2    | Andata | Ritorno |
| ---------- | ------ | ------------ | ------ | ------- |
| Gillingham | 3 - 5  | Bristol City | 2 - 4  | 1 - 1   |

### Finalissima
| Arbitro: | Russell |

|  |           |                      |
|  | Marcatori | 15’ Flint 51’ Little |

#### Formazioni
| Walsall (4-2-3-1) |    |                   |  |     |
|                   |    |                   |  |     |
| P                 | 1  | Richard O'Donnell |  |     |
| DD                | 2  | Ben Purkiss       |  |     |
| DC                | 15 | James Chambers    |  |     |
| DC                | 6  | Paul Downing      |  |     |
| DS                | 3  | Andy Taylor       |  |     |
| CC                | 7  | Adam Chambers     |  |     |
| CC                | 8  | Sam Mantom        |  |     |
| AD                | 27 | Anthony Forde     |  | 74’ |
| CC                | 10 | Romaine Sawyers   |  |     |
| AS                | 21 | Jordan Cook       |  | 81’ |
| ATT               | 9  | Tom Bradshaw      |  | 62’ |
| Sostituzioni:     |    |                   |  |     |
| P                 | 13 | Craig MacGillvray |  |     |
| D                 | 4  | James O'Connor    |  |     |
| C                 | 11 | James Baxendale   |  | 81’ |
| C                 | 12 | Michael Cain      |  |     |
| C                 | 17 | Reece Flanagan    |  |     |
| A                 | 24 | Ashley Grimes     |  | 74’ |
| A                 | 30 | Jordy Hiwula      |  | 62’ |
| Allenatore:       |    |                   |  |     |
| Dean Smith        |    |                   |  |     |

| Bristol City (3-5-2) |    |                     |  |      |
|                      |    |                     |  |      |
| P                    | 1  | Frank Fielding      |  |      |
| DC                   | 22 | Luke Ayling         |  | 106’ |
| DC                   | 4  | Aden Flint          |  |      |
| DC                   | 3  | Derrick Williams    |  |      |
| CLD                  | 2  | Mark Little         |  |      |
| CC                   | 7  | Korey Smith         |  |      |
| CC                   | 21 | Marlon Pack         |  |      |
| CLS                  | 23 | Joe Bryan           |  | 87’  |
| CC                   | 15 | Luke Freeman        |  | 90’  |
| ATT                  | 18 | Aaron Wilbraham     |  |      |
| ATT                  | 19 | Kieran Agard        |  | 89’  |
| Sostituzioni:        |    |                     |  |      |
| P                    | 13 | Dave Richards       |  |      |
| D                    | 17 | Greg Cunningham     |  | 87’  |
| D                    | 24 | James Tavernier     |  |      |
| C                    | 8  | Wade Elliott        |  | 90’  |
| C                    | 11 | Scott Wagsstaff     |  |      |
| C                    | 12 | George Saville      |  |      |
| A                    | 10 | Jay Emmanuel-Thomas |  | 89’  |
| Allenatore:          |    |                     |  |      |
| Steve Cotterill      |    |                     |  |      |